# Rodolphe Kreutzer
Rodolphe Kreutzer (Versailles, 16 novembre 1766 – Ginevra, 6 gennaio 1831) è stato un violinista, compositore, direttore d'orchestra e insegnante francese.

## Biografia
Fu avviato agli studi musicali dal padre, Maestro nella cappella reale. Più avanti studiò con Anton Stamitz. Fu un talento precoce, sia come compositore che come strumentista, e già all'età di 13 anni esordì suonando un suo concerto ad un Concert Spirituel. Nel 1782 Viotti si trasferì a Parigi e Kreutzer ebbe modo di perfezionarsi alla scuola del grande violinista piemontese. Nel 1784 Kreutzer perse i genitori, trovandosi a dover mantenere una famiglia numerosa. Godette tuttavia della protezione della regina Maria Antonietta e del conte d'Artois (del quale sposò nel 1788 la figlioccia, Adelaide Foucard). Ottenne dunque la nomina di "Musicista del Re", che gli valse l'indipendenza economica e il pubblico riconoscimento dei suoi lavori. Dal 1783 al 1792 suonò alla cappella di corte, riprendendo l'incarico poi dal 1804 al 1827.
Massone, a partire dal 1785 è membro della loggia parigina La Concorde.
Nel 1790 ottenne il posto di violino di spalla al Teatro degli Italiani, dove riuscì a far rappresentare diverse proprie opere, tra le quali Giovanna d'Arco, Paolo e Virginia e Lodoiska. Nel 1793 divenne professore di violino all'Istituto Nazionale di Musica, ottenendo poi il posto di violino di spalla all'Opéra quando Rode si trasferì in Russia.
Kreutzer insegnò violino al Conservatorio di Parigi dal 1795 (anno della sua fondazione) al 1826 e collaborò alla stesura del metodo di violino del Conservatorio assieme ai maestri Pierre Rode e Pierre Baillot. 
Kreutzer, Rode e Baillot sono infatti considerati i fondatori della scuola violinistica francese.
Nel 1808 avviene il successo della prima assoluta della sua Les amours d'Antoine et Cléopâtre all'Opéra national de Paris dove nel 1810 avviene anche il successo di Abel per il libretto di François Benoît Hoffmann.
In quello stesso periodo Kreutzer era impegnato in una serie di concerti in Italia, Germania e diversi altri paesi europei. Nel 1810 era già considerato uno dei più grandi virtuosi del violino dei suoi tempi. Beethoven, dopo averlo ascoltato a Vienna nel 1798, decise di dedicargli - nel 1803 - la sua Sonata per violino e pianoforte n.9 in la maggiore op.47 (nota, infatti, come Sonata "A Kreutzer"), che aveva scritto per George Bridgetower.
Dal 1815 ricoprì l'incarico di secondo direttore dell'Opéra, divenendo primo direttore d'orchestra nel 1817 e direttore generale dal 1824 al 1826. In quell'anno Kreutzer si ritirò a vita privata, abbandonando tutti gli incarichi al teatro. Non ottenne dal nuovo direttore di far rappresentare la sua ultima opera, Matilde.

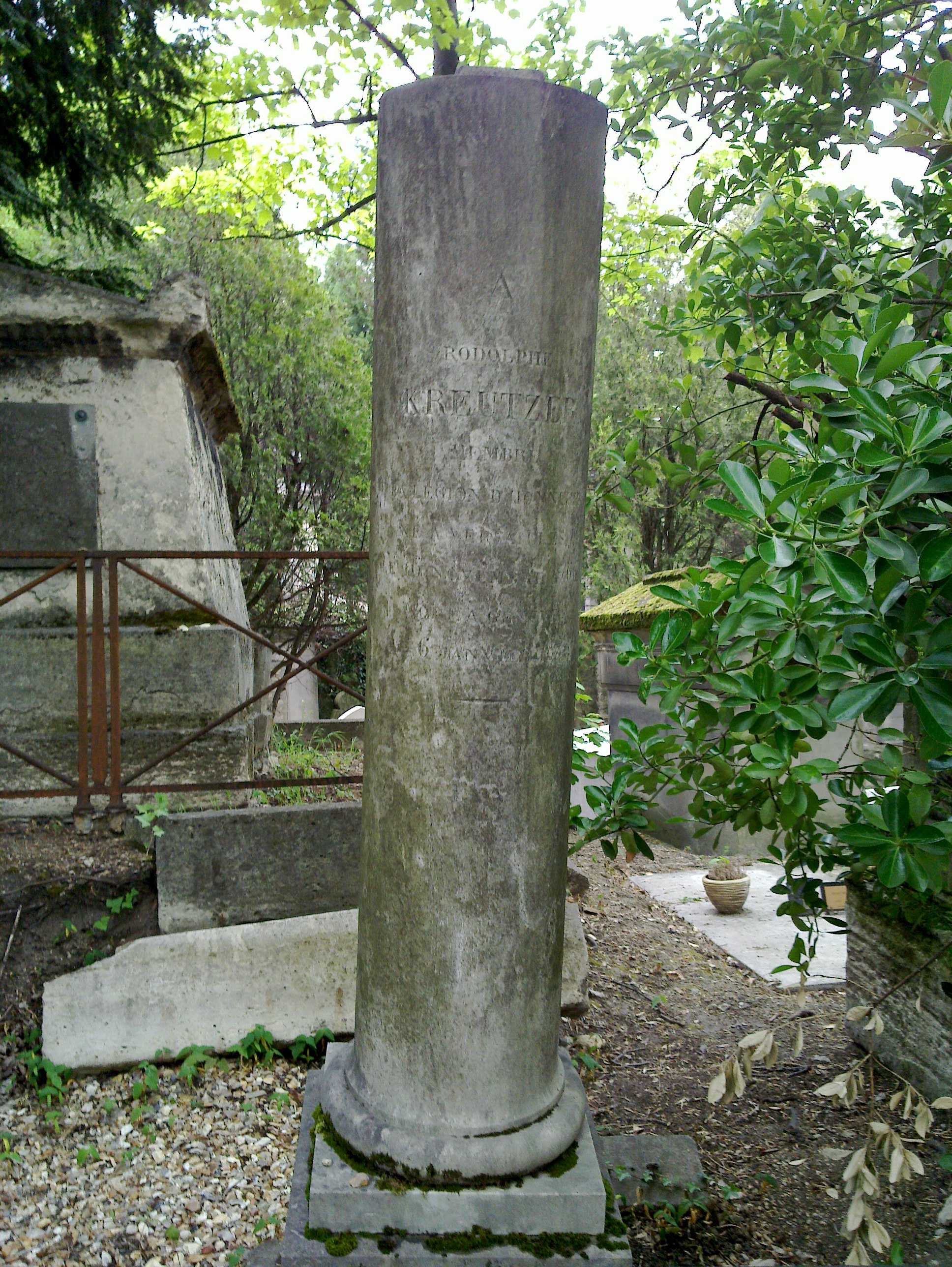
Monumento a Kreutzer nel cimitero Père-Lachaise a Parigi

Kreutzer si trasferì a Ginevra dove, minato da attacchi apoplettici, si spense nel 1831 e fu sepolto nel Cimetière des rois di Plainpalais. La tomba di sua moglie si trova invece all'interno del cimitero di Père-Lachaise a Parigi (13ª divisione), vicino ad un cenotafio alla memoria di suo marito che risulta assai poco visibile: è una piccola semicolonna grigia ricoperta di muschi e licheni, qualche metro dietro la tomba di Fryderyk Chopin.
Kreutzer fu un ottimo insegnante (fra i suoi allievi si annoverano Joseph Massart e Charles Philippe Lafont) e ai suoi tempi venne apprezzato molto quale compositore e direttore d'orchestra.
La sua opera compositiva include anche 19 concerti per violino e circa quaranta opere. Tuttavia, Kreutzer rimane famoso per i 42 studi o capricci per violino solo, che vengono usati per l'insegnamento del violino e, trascritti una quinta sotto, della viola. Gli studi di Kreutzer fanno parte dei programmi ministeriali dei Conservatori italiani e fino alla riforma degli istituti musicali, iniziata con la legge n° 508/99 del 1999, erano previsti nel programma per il conseguimento del compimento inferiore di violino.

## Opere
- 19 concerti per violino e orchestra;
- Musica da camera: quintetto a fiati, quartetti per archi, trii, sonate per violino, duetti (due violini, violino e viola, violino e arpa);
- Quaranta opere, tra le quali Jeanne d'Arc à Orléans (1790), Paul et Virginie (1791), Lodoïska ou Les Tartares (1791), La Mort d'Abel (1810, revisione 1825);
- Blanche de Provence ou la Cour des fées, opera in 3 atti, libretto di Emmanuel Théaulon e di De Rancé, musica di Henri-Montan Berton, François-Adrien Boieldieu, Luigi Cherubini, Rodolphe Kreutzer e Ferdinando Paër ;(1821)
- Clari, balletto-pantomima di Louis Milon, (1820),
- 42 studi o capricci, per violino solo (1796);
- 18 nouveaux caprices ou études, (circa 1815);